# Ещадио Мунисипал де Брага
Ещадио Мунисипал де Брага (на португалски Estádio Municipal de Braga) е футболен стадион в Брага, Португалия.
На него играе домакинските си мачове местният Спортинг Брага. Капацитетът на съоръжението е от 30 154 седящи места, построен е през 2003 г. за домакинството на Евро 2004. Негов архитект е португалецът Едуардо Соуто де Моура.
Собственик на стадиона е Градският съвет в града и за ползването му Спортинг Брага плаща символичен месечен наем от 500 €. През юли 2007 г. Спортинг Брага подписва сделка за спонсорство за срок от три години с френската застрахователна компания „AXA“ и оттогава стадионът е познат още като Естадио AXA. Истинското му прозвище обаче е „Кариерата“ (The Quarry).
Има само две трибуни, но те са напълно покрити. Гранит от планината Монте Кастро се намира точно зад една от вратите и служи за подпора на гигантския екран от 270 кв. м. Стадионът често попада в списъците на най-оригиналните и красиви стадиони в света. Приблизителната стойност, на която е оценен, е 29,92 млн. евро.
Домакин на две срещи от Евро 2004
 България 0:2  Дания
 Холандия 3:0  Латвия